# Estádio El Teniente
O Estádio El Teniente é um estádio de futebol localizado na cidade de Rancagua, no Chile. É a casa do clube de futebol Club Deportivo O'Higgins.
Inaugurado em 1945, pertencia a empresa de exploração de cobre Braden Copper Company. Foi utilizado como sede da Copa do Mundo de 1962 devido a inutilização de vários estádios (Talca, Concepción e Talcahuano) e a desistência de outras cidades (Antofagasta e Valparaíso) por causa do terremoto que devastou o Chile em 1960.
Na época, foi considerado por muitos como modesto e pequeno para os padrãos de uma Copa do Mundo. Atualmente tem capacidade para 14.550 torcedores.
Em 1971 com a completa nacionalização da empresa, o Estádio Braden Copper passa a se chamar Estádio El Teniente em homenagem a mina de cobre próxima.

## Jogos da Copa do Mundo de 1962
- 30 de Maio:  Argentina 1 - 0  Bulgária
- 31 de Maio:  Hungria 2 - 1  Inglaterra
- 2 de Junho:  Inglaterra 3 - 1  Argentina
- 3 de Junho:  Hungria 6 - 0  Bulgária
- 6 de Junho:  Hungria 0 - 0  Argentina
- 7 de Junho:  Inglaterra 0 - 0  Bulgária
- 10 de Junho:  Tchecoslováquia 1 - 0  Hungria - Quartas de Final

## Ligações Externas
- WorldStadiums.com
- Google Maps - Foto por Satélite